# الأطلس الصحراوي
الأطلس الصحراوي هو كتل مترابطة موازية للأطلس التلي، تمتد من الشرق من الحدود التونسية إلى الغرب نحو الحدود المغربية. وهي سلسلة جبلية في الجزائر وهي امتداد شرقي لجبال الأطلس في المغرب. أعلى قمة في السلسلة هي جبل شيليا 2328 م فوق مستوى سطح البحر في الأوراس (الجزائر)
تتألف سلسلة الأطلس الصحراوي من ثلاث سلاسل جبلية تمتد من جنوب الغربي نحو الشمال الشرقي موازية محور جبال الأطلس التلي، هي:
- جبال القصور (2336م)
- جبال العمور (2008م)
- جبال أولاد نايل (1667م)
- جبال الأوراس (2328 م)

## الوديان
وادي الشارف هو أحد الوديان في ولاية قالمة، ويعد الوادي من الأودية المهمة فيو ينشأ من التقاء وادي الشارف منبعه جبال سوق أهراس حيث يتجمع الماء (في سد واد الشارف الذي شيد في ثمانينيات القرن الماضي بين قصر الصبيحي ولاية أو البواقي وسدراتة و لاية سوق أهراس المستفيدتان بالدرجة الأولى بمياه السقي في قرية تسمى سطارة وواد بوحمدان القادم من مرتفعات برج صباط بولاية قالمة ويلتقيان في بلدية مجاز عمار ليوكونا (واد الشارف وبوحمدان) واد سيبوس الذي يصب في البحر بالحي الشعبي سيبوس في مدينة عنابة.
- وادي الشلف ينبع من منطقة جبل عمور بولاية الأغواط التي هي جزء من سلسلة الأطلس الصحراوي من خلال أحد روافده وادي الطويل .

- وادي امزي كذلك ينبع من نفس المنطقة والذي له مسمى آخر هو وادي جدي.